# جمهوری ایرلند
جمهوری ایرلند (به ایرلندی: Poblacht na hÉireann) یا ایرلند (به انگلیسی: Ireland) با نام قدیم هیبرنیا (به انگلیسی: Hibernia) کشوری در جزیرهٔ ایرلند، در شمال‌غرب قارهٔ اروپا است. دوبلین پایتخت و بزرگ‌ترین شهر ایرلند است و این کشور ۲۶ شهرستان از ۳۲ شهرستان جزیره ایرلند را دربر می‌گیرد. جمهوری ایرلند گاهی با نام ایرلند جنوبی خوانده می‌شود تا با ایرلند شمالی اشتباه نشود. جمعیت جمهوری ایرلند طبق تخمین آوریل ۲۰۲۴ حدود ۵٫۴ میلیون نفر است.
پنج‌ششم از مساحت جزیره ایرلند، به ایرلند جنوبی تعلق دارد. ایرلند جنوبی و ایرلند شمالی (بخشی از بریتانیا) با یک مرز ساده از همدیگر جدا شده‌اند. همچنین در غرب ایرلند اقیانوس اطلس، در شرق دریای ایرلند و در جنوب دریای سلتی و در جنوب‌غربی کانال سنت جورج قرار دارد.
جمهوری ایرلند یکی از اعضای اتحادیه اروپا است که در ۱ ژانویه ۱۹۷۳ به این اتحادیه ملحق شد.
جزیرهٔ ایرلند سومین جزیرهٔ بزرگ اروپا و بیست و دومین جزیرهٔ بزرگ جهان است. جزیرهٔ بزرگ‌تری به نام بریتانیای کبیر در شرق ایرلند قرار دارد که دریای ایرلند این دو را از هم جدا کرده است.
جزیره ایرلند تا سده هفدهم با جنگل‌های انبوه پوشیده شده بود، ولی امروزه از بی‌جنگل‌ترین مناطق اروپا است. در این جزیره ۲۶ گونه پستاندار بومی زندگی می‌کنند.
دو زبان ایرلندی و انگلیسی زبان‌های رسمی جمهوری ایرلند هستند، اما انگلیسی از ایرلندی رایج‌تر است. زبان ایرلندی از شاخه زبان‌های سلتی و متعلق به خانواده زبان‌های هندواروپایی است. پیش از گسترش انگلیسی، زبان ایرلندی بیش از دو هزار سال زبان بومی مردم این کشور بود.
نماد ملی ایرلند چنگ سلتی است که بر سکه‌های یورو ایرلند نیز حک شده است.

## وجه تسمیه
نام ایرلند برگرفته از نام الهه اریو، ایزدبانوی آیین پیش از مسیحیت ایرلند می‌باشد.

## تاریخ
از زمان تصویب مصوبه‌های اتحاد ۱۸۰۰ ایرلند به بخشی از کشور پادشاهی متحد بریتانیای کبیر و ایرلند بدل شد. گرچه از دههٔ ۱۸۸۰ احساسات ملی‌گرایانه و ابراز علاقه به ایجاد حاکمیت محلی در ایرلند شکل گرفت، اما دیدگاه‌های تجزیه‌طلبانه در اقلیت قرار داشتند.در سال‌های ۱۹۱۲–۱۹۱۳ دولت مرکزی لیبرال بریتانیا پیشنهادی برای ایجاد حکومت خودمختار محلی در ایرلند ارائه کرد که با مخالفت بخشی از جمعیت ایرلند مواجه شد و این مخالفان یک گروه شبه‌نظامی به نام داوطلبان اولستر تشکیل دادند تا با ایجاد حکومت محلی در ایرلند مقابله کنند. در مقابل این گروه، بخش دیگری از جامعهٔ ایرلند که خواهان استقلال بیشتر بودند، داوطلبان ایرلندی را بنیان نهادند. در ۱۹۱۴ پارلمان بریتانیا لایحه‌ای دیگر، برای حکومت داخلی ایرلند تصویب کرد که ایجاد چنین نهادی را تا پایان جنگ جهانی اول به تعلیق می‌انداخت. رهبر ملی‌گرایان ایرلند، جان ردموند، قول همکاری در جنگ داد و بسیاری از ایرلندی‌ها راهی جبهه‌های جنگ جهانی اول شدند. ناامیدی از تأسیس دولت محلی و جنگ موجب شد ملی‌گرایی در ایرلند حالت رادیکال‌تری به خود بگیرد. در ۱۹۱۶ بازماندگان سازمان داوطلبان ایرلندی با همراهی ارتش خلق ایرلند در جهت کسب استقلال شورشی در دوبلین برپا کردند که به قیام عید پاک معروف شد. این شورش خاستگاه مردمی نداشت و پس از یک هفته ساقط شد و رهبران شورشیان اعدام شدند، اما موجب اقبال عمومی مردم به جبههٔ ملی‌گرایان گردید. پس از این واقعه تلاش شد تا در کنوانسیون ایرلند مشکل حکومت محلی را حل کنند که موفقیت‌آمیز نبود. در نهایت پیشنهاد انگلیسی‌ها برای تمدید خدمت سربازی ایرلندی‌ها مخالفت گستردهٔ مردم را برانگیخت و حزب پارلمانی ایرلند که گفته بود در طول جنگ با انگلستان همکاری خواهد کرد، وجههٔ خود را از دست داد.
این عوامل موجب حمایت مردمی از حزب شین فین شد که پیشکسوتان قیام عید پاک آن را رهبری می‌کردند و خواهان اعلان استقلال کشور ایرلند بود. در انتخابات عمومی ۱۹۱۸ ایرلند شین فین اکثریت کرسی‌های ایرلند را به دست آورد؛ لیکن نمایندگان خود را به مجلس بریتانیا در وست‌مینستر نفرستاد و در عوض در شهر دوبلین یک مجلس انقلابی به نام «دایل ایرین» تشکیل داد. این حزب سپس مدعی تأسیس «جمهوری ایرلندی» شدند تا جایگزین نهادهای محلی منصوب بریتانیا گردد. در پی این اقدامات جنگ استقلال ایرلند آغاز شد و ارتش جمهوری‌خواه ایرلند شروع به مبارزه با نیروهای بریتانیا نموده و جنگ چریکی را علیه آنان آغاز کرد. جنگ در سال ۱۹۱۹ فقط ۱۹ کشته داشت، اما از نیمه دوم سال ۱۹۲۰ به شدت تلفات افزایش یافت و فقط در شش ماه اول سال ۱۹۲۱ هزار نفر در طرفین درگیری کشته شدند. ایمون دو والرا به عنوان رئیس‌جمهور دولت خودخواندهٔ ایرلند شناخته می‌شد، ولی او بیشتر طول جنگ را در ایالات متحده گذراند و مشغول جمع‌آوری کمک‌های مالی و پشتیبانی بود. در غیبت او، دو جوان به نام‌های مایکل کولینز و ریچارد مولکای به سازمان‌دهی شورشیان و ارتش جمهوری‌خواه ایرلند می‌پرداختند.
چندین تلاش ناموفق برای مذاکره در مورد پایان دادن به درگیری‌ها وجود داشت. در تابستان ۱۹۲۰, حکومت بریتانیا لایحهٔ جدیدی نوشت که پیشنهاد می‌کرد جزیره ایرلند به دو قسمت ایرلند شمالی (شامل شش شهرستان) و ایرلند جنوبی (الباقی جزیره که بیشتر نواحی ایرلند را شامل می‌شد) تقسیم گردد. با این حال، این برای جمهوری‌خواهان جنوبی قابل قبول نبود و فقط نهاد ایرلند شمالی بر اساس قانون ۱۹۲۱ تأسیس شد. پس از مذاکرات ناموفق دیگری در دسامبر ۱۹۲۰، بالاخره در ژوئیه ۱۹۲۱، با پیمان توافقی میان IRA و بریتانیا، درگیری چریکی به پایان رسید و گفتگوها به منظور دستیابی به توافق صلح به‌طور رسمی آغاز شد.
تا حدی جنگ استقلال بازتاب شکاف‌های سیاسی و مذهبی در جامعهٔ ایرلند بود. IRA بیش از ۲۰۰ غیرنظامی را در درگیری کشت. ادعا شده که گروه‌هایی مانند پروتستان‌ها و دوستداران اتحاد با بریتانیا در میان این قربانیان بیشتر بودند، ولی این استدلالی است که مورخان دیگر بر سر آن اختلاف دارند. اما به هر دلیل، چه به خاطر خشونت و ارعاب و چه به دلیل وفاداری به حضور انگلیسی‌ها در ایرلند، بین سال‌های ۱۹۱۱ و ۱۹۲۶ حدود ۳۴ درصد از جمعیت پروتستان مناطق جنوبی (حدود ۴۰٬۰۰۰ نفر) ۲۶ شهرستان را ترک کردند و عمدتاً به ایرلند شمالی یا انگلیس کوچیدند.

## کشورداری
جمهوری ایرلند دارای یک نظام پارلمانی است. رئیس‌جمهور که رئیس دولت است برای یک دوره ۷ ساله برگزیده می‌شود و می‌تواند برای دو دوره پیوسته نیز انتخاب گردد.
مجلس شند (سنا) متشکل است از ۶۰ عضو که ۱۱ نفر آن را نخست‌وزیر تعیین می‌کند، ۶ نفر را دانشگاه‌ها انتخاب می‌کنند و ۴۳ نفر غیر مستقیم انتخاب می‌شوند تا برای دوره‌ای پنج ساله به نمایندگی منافع ویژه و صنفی بپردازند.
دویل (مجلس نمایندگان) متشکل است از ۱۶۶ عضو که برای دوره‌ای پنج ساله با رأی تمامی افراد بالغ تحت نظام تعیین تعداد نمایندگان به نسبت جمعیت هر منطقه انتخاب می‌گردند. رئیس‌جمهور برای دوره‌ای هفت ساله مستقیماً انتخاب می‌شود. نخست‌وزیر و شورای وزیران را مجلس نمایندگان نامزد و رئیس‌جمهور منصوب می‌کند.
احزاب مهم سیاسی عبارتند از: • فیانا فیل (سربازان تقدیر، میانه‌رو متمایل به راست) • فینه گیل (حزب متحد ایرلند، میانه‌رو متمایل به راست) • حزب کارگر (چپ‌گرا) • دموکرات‌های پیشرو (میانه‌رو متمایل به راست).
مردم ایرلند در ۲۳ مه ۲۰۱۵ با بیش از ۶۲ درصد، به قانونی شدن ازدواج همجنسگرایان رأی موافق دادند. به این ترتیب، ایرلند اولین کشوری بود که ازدواج همجنس‌گرایان را از طریق همه‌پرسی قانونی اعلام کرد.

## تقسیمات کشوری
ایرلند از ۴ استان اولستر، کناخت، لینستر و مانستر و ۳۴ شهرستان تشکیل شده است.

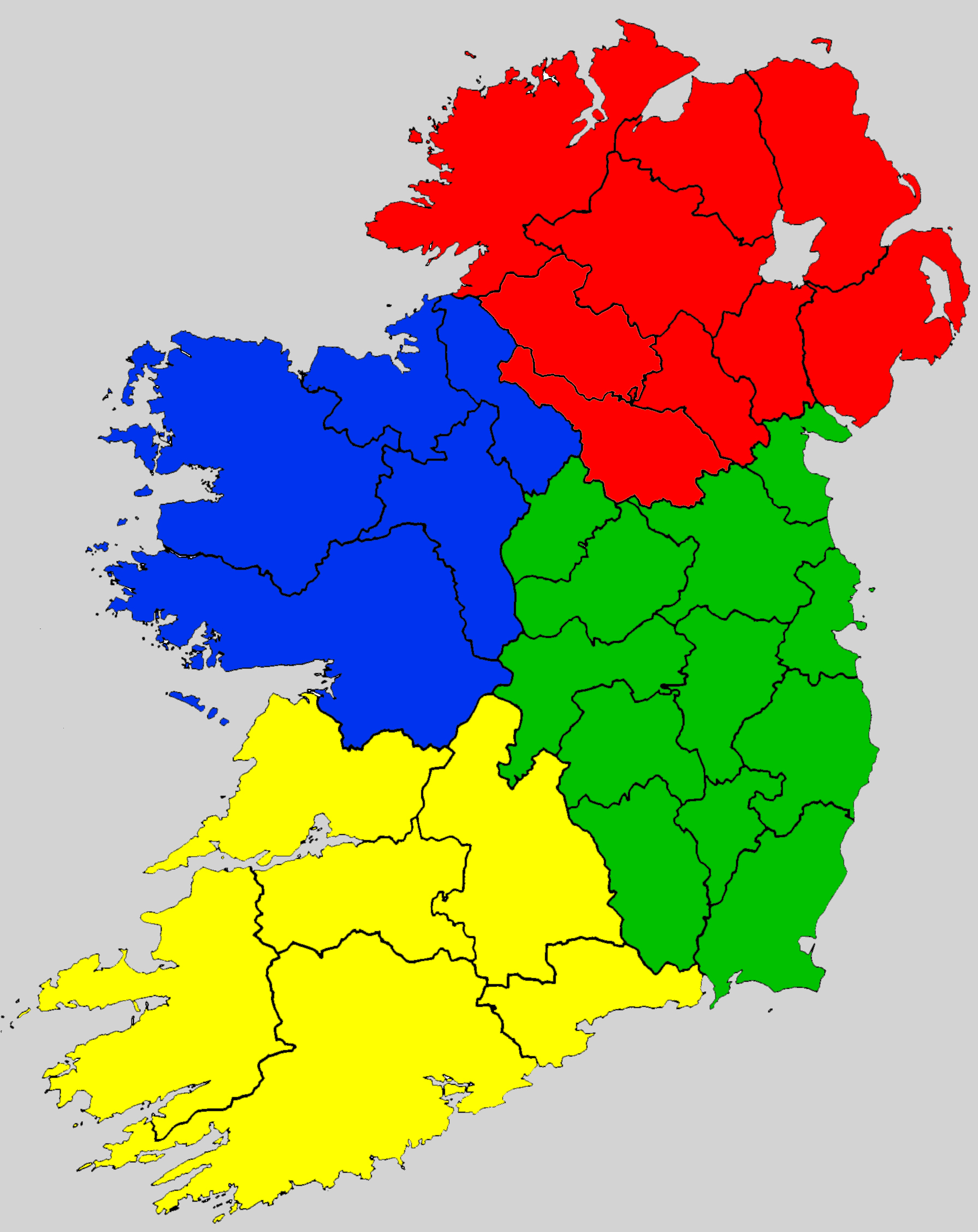
استان‌های ایرلند:
لینستر
مانستر
کناخت
اولستر

## جغرافیا
مرکز ایرلند زمین پستی است که در آن تپه‌های کوچک، دره‌های پهناور، فلات‌ها و دریاچه‌ها قرار دارند. این زمین پست را به‌جز ساحل شرقی در شمال دوبلین تپه‌ها و کوه‌های ساحلی از جمله کوه‌های ویکلو (جنوب دوبلین) کوه‌های کامرا (در بخش واترفورد) و کوه‌های آکس و تپه‌های کانمارا و دانگال در غرب احاطه کرده است.
بلندترین ارتفاعات مک‌گیلیاردی ریکز در جنوب غرب است. ساحل ناهموار ایرلند در کنار اقیانوس اطلس پستی و بلندی‌هایی فراوان دارد. رودهای مهم ایرلند شانن، شوئر، بوین، برو، ارن و بلندترین نقطه آن قله کونتوال، با ۱۰۴۱ متر است. آب و هوای ایرلند معتدل و ملایم است و میزان بارندگی بالاست و از بیش از ۲۵۰۰ میلی‌متر در غرب و جنوب غرب تا ۷۵۰ میلی‌متر در شرق متغیر است.

## مردم
پژوهش‌های ژنتیکی نشان داده است که مهاجران اولیه ایرلند پس از پایان عصر یخبندان از شبه جزیره ایبری به ایرلند آمده‌اند.
جمعیت ایرلند در طول سال‌های اخیر افزایش یافته است. بخش زیادی از این افزایش جمعیت را می‌توان به افزایش مهاجرها و بازگشت برخی مهاجران ایرلندی از خارج که به علت بیکاری سالیان گذشته مهاجرت کرده بودند همراه با فرزندانشان که در خارج متولد شده‌اند دانست. همچنین میزان زاد و ولد در ایرلند دوبرابر مرگ و میر است و این در میان کشورهای اروپای غربی غیرمعمولی است. ده درصد جمعیت ایرلند در حال حاضر از مهاجران خارجی تشکیل شده است.

### زبان
دو زبان ایرلندی و انگلیسی، زبان‌های اصلی ایرلند شناخته می‌شوند. هر دو زبان به‌طور چشمگیری به ادبیات این منطقه کمک کرده‌اند. زبان ایرلندی زبان بومی و رسمی ایرلند است که از بیش از دو هزار سال پیش و از زمان مهاجرت پروتوگالیک‌ها در عصر آهن به وجود آمده اما امروزه گویشورانش در اقلیت هستند.

زبان ایرلندی دارای گنجینهٔ بزرگی از نوشته‌ها در سده‌های مختلف است و توسط زبان شناسان به ایرلندی باستان از قرن ۶ تا ۱۰ میلادی و ایرلندی میانه از قرن ۱۰ تا ۱۳، زبان ایرلندی نوین اولیه تا قرن ۱۷ و ایرلندی امروزی از قرن ۱۷ تاکنون تقسیم‌بندی شده است. این زبان برای مدت‌ها زبان رایج ایرلند بود و در دوره‌هایی تحت تأثیر زبان‌های لاتین، زبان نورس باستان، فرانسوی و انگلیسی قرار گرفته بود.
زبان انگلیسی نخست پس از حمله نورمن‌ها به ایرلند توسط عدهٔ کمی از دهقانان و بازرگانان که از انگلستان آمده بودند سخن گفته می‌شد. پس از حملهٔ خاندان تودور، زبان انگلیسی به‌طور گسترده جایگزین زبان ایرلندی شد.

امروزه کمتر از ۱۰ درصد جمعیت جمهوری ایرلند، به زبان ایرلندی در خارج از نظام آموزشی سخن می‌گویند. و ۳۸ درصد از افراد بالای ۱۵ سال در ایرلند شمالی به عنوان گویشوران زبان ایرلندی شناخته می‌شوند.
زبان شلتا نیز توسط برخی از عشایر بومی ایرلند سخن رانده می‌شود.

## فرهنگ
ایرلند سهم بزرگی در شاخه‌های مختلف ادبیات جهان، به‌خصوص ادبیات انگلیسی داشته است. شعر به زبان ایرلندی، قدیمی‌ترین نمونهٔ شعر بومی در اروپاست. جاناتان سوییفت که اغلب، کماکان از وی به عنوان نخستین هجونویس در زبان انگلیسی یاد می‌شود، در عصر خود برای نوشتن آثاری چون سفرهای گالیور و یک پیشنهاد ساده، بسیار معروف بود. همچنین اسکار وایلد که از دیگر نویسندگان ایرلندی است، بیش از هر چیز به خاطر بذله گویی‌های نقل شده‌اش شناخته می‌شود.
در قرن بیستم، ایرلند چهار برندهٔ نوبل ادبیات داشته است: جرج برنارد شاو، ویلیام باتلر ییتس، ساموئل بکت و سیموس هینی. همچنین جیمز جویس اگرچه برندهٔ جایزهٔ نوبل ادبیات نبود، اما به‌طور گسترده‌ای به عنوان یکی از شاخص‌ترین چهره‌های ادبیات قرن بیستم شناخته می‌شود. اولیس (رمان)، رمان معروف جویس یکی از مهم‌ترین آثار در ادبیات مدرن است. ادبیات مدرن ایرلندی، غالباً در ارتباط با فرهنگ روستایی است، این امر در آثار نویسندگانی چون جان مک گاهرن و شاعرانی چون سیموس هینی مشهود است.